# Raučua
La Raučua (in russo Раучуа?) è un fiume dell'Estremo Oriente russo]. Scorre nel rajon Čaunskij del Circondario autonomo della Čukotka.
Il fiume ha origine dalla catena dei monti Ilirnejskij e scorre in direzione nord-ovest. Nella parte superiore scorre attraverso il lago Raučuvagytkyn. La sua lunghezza è di 323 km, l'area del bacino è di 15 400 km². Si divide in vari canali prima di sfociare nel Mar della Siberia Orientale. Tra i suoi maggiori affluenti il Ngaglojngyveem (lungo 185 km) e il Konėvaam (163 km).
Lo spessore dello strato di permafrost nella valle della Raučua è di oltre 94 metri.